# うしろゆびさされ組
うしろゆびさされ組（うしろゆびさされぐみ）は、女性アイドルグループ・おニャン子クラブに所属していた高井麻巳子と岩井由紀子（ゆうゆ）の2人で結成されたアイドルユニット。
1985年9月30日結成。1987年4月5日、高井のおニャン子クラブ卒業とともに解散。

## 概要
バラエティ番組『夕やけニャンニャン』のチーフディレクター（当時）・笠井一二が、フジテレビの編成部（当時）・土屋登喜蔵の新番組企画（テレビアニメ『ハイスクール!奇面組』）に乗じ、テーマソングを作らせてくれと依頼。
メンバーに高井麻巳子と岩井由紀子が選ばれた背景には、以下のような理由があったといわれている。
- 作中に登場するヒロインの宇留千絵と河川唯に雰囲気が似ているから[3]
- フジテレビからのタクシーでの帰宅方向が同じだから[4]

ユニット名は秋元康と笠井一二が考案。「キウイ組」「パパイア組」「キュウリ組」「かいわれ組」などの候補も挙がり、一時「キウイ組」で3万枚のシングル・ジャケットも既に印刷されていたが、秋元の提示した歌詞中にあった「うしろゆびさされ組」という言葉を笠井が気に入り、名称に決定。印刷されたジャケットは破棄されることになる。結成当初は「おニャン子クラブ・うしろゆびさされ組」と名乗り、「おニャン子クラブの一部」というニュアンスが残されたが、その後は単に「うしろゆびさされ組」名義となる。ユニット・コンセプトは『かわいいシュール』。
1985年9月30日放送の『夕やけニャンニャン』において、当ユニットの結成発表が行われ、デビューシングル『うしろゆびさされ組』が初披露された。10月5日、同曲をリリース。以降、解散までにシングルを計6作、アルバム3作をリリースした。シングル曲は『ハイスクール!奇面組』のオープニング・エンディングテーマに継続して起用され、幅広いファン層を獲得した。
1987年1月5日、同年4月をもって高井がおニャン子クラブを卒業することが発表される。
ユニットの解散に伴い、上述の『奇面組』のアニメでは、第63話「うしろゆびさされ組の卒業式ジャック」（1987年3月14日放映）にてうしろゆびの2名が本人名義で登場した。詳細についてはこちらを参照。
1987年4月5日、国立代々木競技場でのコンサート「おニャン子Sailing夢工場」最終公演で高井がおニャン子クラブを卒業。"万歳三唱"でうしろゆびさされ組は解散した。活動期間はちょうど1年半であった。
1987年9月20日、「おニャン子クラブ解散記念 全国縦断ファイナルコンサート」国立代々木第一体育館公演で再結成された。この日以降の再結成は一度も無い。

## メンバー
| 名前                        | 生年月日               | 出身地               | 備考                             |
| --------------------------- | ---------------------- | -------------------- | -------------------------------- |
| 高井麻巳子（たかい まみこ） | 1966年12月28日（58歳） | 福井県小浜市         | 秋元康の妻、秋元康事務所前監査役 |
| 岩井由紀子（いわい ゆきこ） | 1968年5月26日（56歳）  | 神奈川県横浜市鶴見区 | 愛称：ゆうゆ                     |

## 作品

### シングル
|   | 発売日         | タイトル             | B面曲                         | オリコン最高位 |
| - | -------------- | -------------------- | ----------------------------- | -------------- |
| 1 | 1985年10月5日  | うしろゆびさされ組   | 女学生の決意                  | 5位            |
| 2 | 1986年1月21日  | バナナの涙           | あぶないサ・カ・ナ            | 1位            |
| 3 | 1986年5月2日   | 象さんのすきゃんてぃ | 猫舌ごころも恋のうち          | 1位            |
| 4 | 1986年8月27日  | 渚の『・・・・・』   | のっとおんりぃ★ばっとおるそう | 1位            |
| 5 | 1986年11月23日 | 技ありっ!            | わたしは知恵の輪 (puzzling)   | 1位            |
| 6 | 1987年2月21日  | かしこ               | ピタゴラスをぶっとばせ        | 1位            |

### オリジナル・アルバム
|   | 発売日         | タイトル                            | オリコン最高位 |
| - | -------------- | ----------------------------------- | -------------- |
| 1 | 1986年6月5日   | ふ・わ・ふ・ら                      | 2位            |
| 1 | 2008年7月16日  | ふ・わ・ふ・ら+シングルコレクション |                |
| 2 | 1986年12月15日 | AN bALANCING TOY                    | 8位            |

### ベスト・アルバム
|   | 発売日         | タイトル                                                | オリコン最高位 |
| - | -------------- | ------------------------------------------------------- | -------------- |
| 1 | 1987年3月11日  | ∞ (アンリミテッド)                                      | 1位            |
| 1 | 1987年3月21日  | ∞ (アンリミテッド)                                      | 1位            |
| 2 | 2001年12月5日  | MYこれ!クション うしろゆびさされ組BEST                  |                |
| 3 | 2004年5月19日  | うしろゆびさされ組 うたの大百科                         |                |
| 4 | 2007年7月18日  | うしろゆびさされ組+うしろ髪ひかれ隊 SINGLESコンプリート | 253位          |
| 5 | 2010年4月21日  | Myこれ!Lite うしろゆびさされ組                          |                |
| 6 | 2012年11月21日 | ザ・プレミアムベスト うしろゆびさされ組                 |                |

### 映像作品
|   | 発売日        | タイトル                 |
| - | ------------- | ------------------------ |
| 1 | 1987年3月29日 | マジカルうしろゆびツアー |

### タイアップ曲
| 楽曲                          | タイアップ                                                  |
| ----------------------------- | ----------------------------------------------------------- |
| うしろゆびさされ組            | フジテレビ系アニメ『ハイスクール!奇面組』オープニングテーマ |
| 女学生の決意                  | フジテレビ系アニメ『ハイスクール!奇面組』エンディングテーマ |
| バナナの涙                    | フジテレビ系アニメ『ハイスクール!奇面組』エンディングテーマ |
| あぶないサ・カ・ナ            | フジテレビ系アニメ『ハイスクール!奇面組』挿入歌             |
| 象さんのすきゃんてぃ          | フジテレビ系アニメ『ハイスクール!奇面組』オープニングテーマ |
| 猫舌ごころも恋のうち          | フジテレビ系アニメ『ハイスクール!奇面組』エンディングテーマ |
| 猫舌ごころも恋のうち          | 東宝映画『子猫物語』キャンペーンソング                      |
| 渚の『・・・・・』            | フジテレビ系アニメ『ハイスクール!奇面組』オープニングテーマ |
| のっとおんりぃ★ばっとおるそう | フジテレビ系アニメ『ハイスクール!奇面組』エンディングテーマ |
| 技ありっ!                     | フジテレビ系アニメ『ハイスクール!奇面組』オープニングテーマ |
| わたしは知恵の輪 (puzzling)   | フジテレビ系アニメ『ハイスクール!奇面組』挿入歌             |
| かしこ                        | フジテレビ系アニメ『ハイスクール!奇面組』オープニングテーマ |
| ピタゴラスをぶっとばせ        | フジテレビ系アニメ『ハイスクール!奇面組』エンディングテーマ |

## 写真集
- とっておきたいとっておき（1986年10月30日）
- うしろゆびさされ組ファイナル「南回帰線」（1987年3月30日）